# Bernardo Frizoni
Bernardo Frizoni da Cruz Diás (Volta Redonda, 12 marzo 1990) è un calciatore brasiliano, difensore del Motorlet Praga.